# Východoasijské prachové bouře

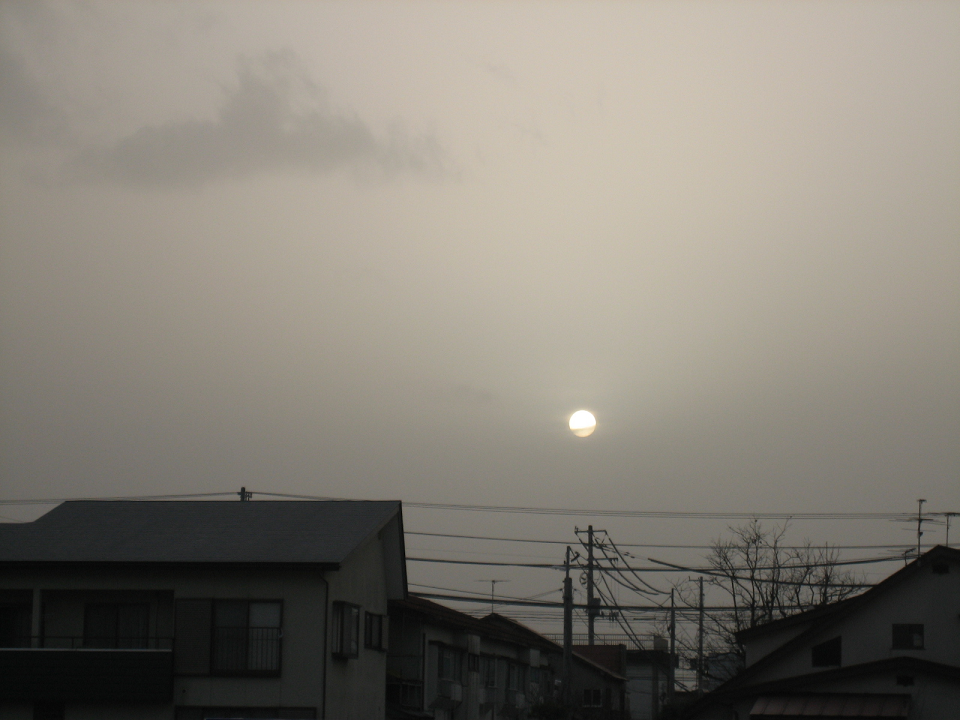
Prach stíní slunce nad Aizu-Wakamacu v Japonsku, 2. dubna 2007

Východoasijské prachové bouře je sezónní meteorologický fenomén, který ovlivňuje velkou část východní Asie během jarních měsíců. Prach pochází z pouští v Mongolsku, severní Číně a Kazachstánu, kde silný přízemní vítr a intenzivní písečné bouře zvedají do ovzduší mraky jemných a suchých prachových částeček. Tyto mraky jsou pak unášeny převažujícím vzdušným prouděním směrem na východ přes Čínu, Severní a Jižní Koreu, Japonsko a část ruského Dálného východu. Někdy jsou jemné částečky v dostatečné koncentraci unášeny mnohem dále a ovlivňují kvalitu vzduchu dokonce až ve Spojených státech.
V posledních přibližně 10 letech se problém prachových bouří stal mnohem závažnějším kvůli průmyslovému znečištění, které dříve nepředstavovalo tak závažný problém, a intenzivní dezertifikaci v Číně stejně jako vysychání Aralského jezera v Kazachstánu způsobenému nevhodnou skladbou sovětského zemědělství.